# Delavayeae
Delavayeae, tribus grmova ili manjeg drveća iz porodice sapindovki, dio potporodice Sapindoideae. Postoje dva monotipična roda iz Kine i Meksika, a tipični Delavaya

## Rodovi
1. Ungnadia Endl. (1 sp.)
2. Delavaya Franch. (1 sp.)